# Hyalesthes teno
Hyalesthes teno är en insektsart som beskrevs av Adolf Remane och Hoch 1986. Hyalesthes teno ingår i släktet Hyalesthes och familjen kilstritar.
Artens utbredningsområde är Spanien. Inga underarter finns listade i Catalogue of Life.